# Тозон (Падова)
Тозон је насеље у Италији у округу Падова, региону Венето.
Према процени из 2011. у насељу је живело 34 становника. Насеље се налази на надморској висини од 40 м.